# Tempestade tropical Katrina
A tempestade tropical Katrina foi um ciclone tropical de curta duração que produziu pequenos danos em áreas anteriormente devastadas pelo furacão Mitch em 1998. Formada em uma ampla área de baixa pressão no sudoeste do Mar do Caribe em 28 de outubro de 1999, a tempestade tropical chegou em terra perto de Puerto Cabezas, Nicarágua com ventos de 65 km/h em 30 de outubro, antes de enfraquecer para uma depressão tropical. Os remanescentes da tempestade persistiram até 1 de novembro, momento em que foi absorvido por uma frente fria no extremo norte da península de Yucatán .
Em toda a América Central, o Katrina produziu fortes chuvas, estimadas em até 380 mm em áreas montanhosas, provocando deslizamentos de terra e inundações repentinas. Ao contrário de Mitch, pequenos danos foram causados pelo Katrina e nenhuma morte foi relatada. Devido à falta de danos causados pela tempestade, o nome não foi retirado e foi reutilizado durante 2005, altura em que foi retirado devido a danos catastróficos nos Estados Unidos.

## História Meteorológica
A tempestade tropical Katrina originou-se dos remanescentes de uma frente fria que seguia para o sul através do mar do Caribe em 22 de outubro. Em 26 de outubro, uma área ampla de baixa pressão, associada à atividade de chuvas e tempestades, desenvolvida sobre o Mar do Caribe. No dia seguinte, uma baixa pressão de superfície se tornou aparente depois que o sistema mostrou sinais de rotação perto do litoral norte do Panamá. Em 28 de outubro, um voo caçador de furacões revelou um sistema de baixa pressão bem definido e resultando no sistema sendo declarado Depressão Quinze, enquanto situado cerca de 280 km a leste de Bluefields, na Nicarágua. O centro da depressão recém-classificada estava situado na borda ocidental da convecção profunda. A depressão seguiu lentamente em direção ao nordeste em resposta ao fluxo de nível médio no qual estava embutido.
Na manhã de 29 de outubro, uma onda tropical, seguindo em direção ao oeste, começou a interagir com a depressão e levando os meteorologistas a discutir uma possível fusão dos dois sistemas. Um anticiclone de nível superior no leste do Caribe produziu um significativo corte do vento sobre a depressão, impedindo que o centro se movesse sob a convecção profunda. No entanto, um grande recurso de bandas convectivas foi desenvolvido ao norte do sistema. Várias horas depois, caçadores de furacões voaram através da tempestade e registraram ventos de 65 km/h e uma pressão barométrica de 999 mbar (hPa; 29,5   inHg), levando à atualização da depressão para uma tempestade tropical. Neste momento, a tempestade recebeu o nome Katrina e atingiu um pico de intensidade. Em  30 de outubro, o centro do Katrina chegou perto de Puerto Cabezas, Nicarágua, no auge da intensidade. Dentro de três horas, a tempestade enfraqueceu para uma depressão devido à interação com as montanhas da Nicarágua e a convecção foi limitada a uma pequena área no lado oeste do centro de circulação.
O Katrina continuou a rastrear a América Central durante a maior parte de 30 outubro e começou a acelerar. Aproximadamente 24 horas depois do desembarque, a depressão recuou sobre a água, no Golfo de Honduras; no entanto, por esta altura, não havia convecção restante em torno do sistema. A aceleração da tempestade deveu-se a uma regeneração da circulação de baixo nível para o norte. Devido a condições desfavoráveis, o sistema enfraquecido não conseguiu regenerar a convecção antes de voltar para a terra perto da fronteira norte de Belize - México. Por volta dessa época, meteorologistas relataram que a depressão se intensificaria uma vez no Golfo do México antes da transição para um ciclone extratropical. Embora situada sobre a terra, a depressão começou a regenerar a convecção, levando ao aumento das chuvas sobre a península de Yucatán. Na noite de 1 de novembro, a depressão enfraqueceu novamente e mudou-se para o Golfo do México; no entanto, ao contrário das previsões anteriores, a circulação foi absorvida por uma frente fria horas depois.

## Preparativos e Impacto
Apesar de ser uma tempestade muito fraca, os meteorologistas estavam cautelosos sobre o Katrina, já que a América Central foi devastada pelo furacão Mitch exatamente um ano antes. Houve um medo considerável de inundações adicionais e deslizamentos de terra em toda a região montanhosa. Imediatamente após ser declarada uma depressão tropical, um aviso de tempestade tropical foi emitido para a Nicarágua, e foi estendido para as ilhas de San Andrés, na Colômbia, pouco tempo depois. Autoridades em Honduras evacuaram 71 famílias do distrito de Colón e outras 17 famílias de outras áreas de risco. Ao longo do litoral de Honduras, um alerta vermelho foi declarado, pois chuvas torrenciais foram previstas para produzir deslizamentos de terra em áreas que ainda estavam se recuperando de Mitch há quase um ano.
No geral, os danos foram mínimos como resultado do Katrina. Apenas alguns pequenos deslizamentos foram relatados, juntamente com algumas inundações menores, conforme a tempestade se espalhava pela América Central. Calculou-se que entre 250 a 375 mm de chuva caiu em partes da região como resultado de Katrina, com um relatório de 91 mm em seis horas da ilha de San Andrés, a leste da Nicarágua. Cerca de 1.200 pessoas foram evacuadas para abrigos de emergência em Honduras devido a inundações. Pelo menos cinco pontes sofreram danos e as cidades de Tocoa e Trujillo ficaram isoladas quando os rios Aguán e Siline transbordaram suas margens. As tubulações de água recentemente construídos após terem sido destruídos pelo furacão Mitch, no valor de 170.000 liras (US $ 9.000), foram novamente destruídos pelo Katrina. A área mais afetada em Honduras foi o Valle del Aguán.

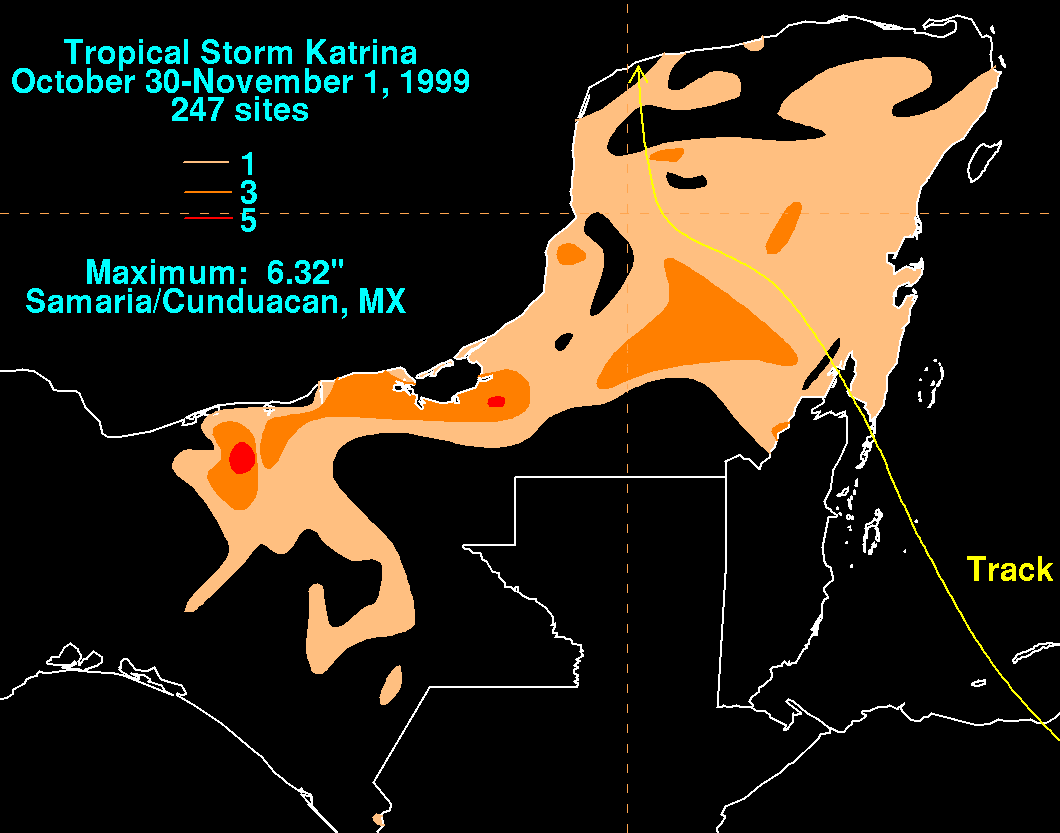
Precipitação da Tempestade tropical Katrina no México

Entre 30 de outubro e 1 de novembro, os remanescentes do Katrina produziram chuvas moderadas generalizadas em toda a Península de Yucatán, atingindo um pico de 161 mm em Cunduacán. A umidade remanescente da tempestade aumentou a chuva no sul da Flórida em associação com a frente fria que absorveu o sistema.
Após a tempestade, as Nações Unidas enviaram equipes de avaliação de campo para avaliar os danos causados pelo Katrina. A Organização Internacional para a Migração ajudou a realocar famílias afetadas e construir pelo menos 300 novas residências para as vítimas do Katrina e do furacão Mitch no ano anterior. A Organização Pan-Americana da Saúde também enviou equipes de avaliação para pesquisar a área sobre a possibilidade de doenças pós-tempestade. Devido à falta de qualquer dano significativo, o nome Katrina não foi aposentado e foi reutilizado na temporada de 2005; no entanto, devido aos danos catastróficos causados pela tempestade, foi retirado em 2006 e foi substituído pelo nome Katia.